# Rkatsiteli
Rkatsiteli (georgisk: რქაწითელი; bogstavligt "rød stamme") er en  druesort, der anvendes til fremstilling af hvidvin . 

## Historie
Denne gamle almindelige vin stammer fra Georgien og hører til blandt de ældste druesorter.  I Georgien er der fundet lerfade med frø af Rkatsiteli druer, som kan dateres tilbage til 3000 f.Kr.
Rkatsiteli var populær i Sovjetunionen før dets fald og blev på et tidspunkt benyttet i mere end 18% af sovjetisk vinproduktion.[kilde mangler]  Den blev brugt til at lave alt fra bordvin til likør og sherry-lignende hedvin.  Forud for Præsident Gorbatjovs ordning for nedlægning af vinbrug var det muligvis verdens mest plantede hvidvinsdrue.
I Kakheti er druen især kendt for sine søde dessertvine udformet på samme måde som portvin. Der var mange forsøg på at skabe en mousserende vin på druen, men dens naturligt høje alkoholprocent forhindrede det i at blive en stor succes.

## Vinregioner
Druen er hovedsagelig plantet i de oprindelige områder i Georgien, selvom der stadig er plantager af betydning i andre østeuropæiske lande som Rusland, Bulgarien, Moldova, Rumænien, Nordmakedonien, Aserbajdsjan og Ukraine.

### Andre regioner
Den er også plantet i små mængder i Australien og det østlige USA, hovedsagelig i Finger Lakes-regionen i delstaten New York, New Jersey og i Virginia og North Carolina. Der har også været nogle eksperimentelle plantager i Californien, Grand Valley AVA og West Elks AVA i Colorado og Kina (hvor druen er kendt som Baiyu).

## Vinavl
Druens høje surhedsgrad er tilbøjelig til at gøre vinene overdrevent syrlig, så vinproducenter forsøger at plukke druerne så sent som muligt for at maksimere sukkerbalancen og for at kompensere for surhedsgraden. I de fleste regioner i Østeuropa ligger høsten typisk midt i oktober.

## Vin stil
Rkatsiteli gør en mærkbar syrlig, afbalanceret hvidvin med krydrede og florale noter i aromaen.